# Хетцинген
Хетцинген (нем. Hätzingen) — населённый пункт в Швейцарии, в кантоне Гларус. 
До 2003 года являлся отдельной коммуной, с 1 января 2004 года вошёл в состав коммуны Луксинген, c 1 января 2011 года — в Гларус-Зюд.
Население составляет 359 человек (на 31 декабря 2002 года). Официальный код — 1611.